# 三奉請
三奉請（さんぶじょう）とは法事讃から採った偈文（げもん）である。

## 偈文
- 奉請弥陀如来（ぶじょうみだにょらい）入道場（にゅうどうじょう）散華楽（さんげらく）
- 奉請釈迦如来（ぶじょうしゃかにょらい）入道場（にゅうどうじょう）散華楽（さんげらく）
- 奉請十方如来（ぶじょうじっぽうにょらい）入道場（にゅうどうじょう）散華楽（さんげらく）

## 偈文の訳（和文）
- 請（しょう）し奉る弥陀如来、道場に入りたまえ、散華楽
- 請し奉る釈迦如来、道場に入りたまえ、散華楽
- 請し奉る十方如来、道場に入りたまえ、散華楽